# Jaizkibel
De Jaizkibel (Spaans: Jaizquíbel) is een heuvel in het Spaanse Baskenland. Volgens sommige lezingen is het de meest westelijke top van de Pyreneeën, volgens andere houden de Pyreneeën op bij het strand van Hendaye, net ten oosten van de Jaizkibel. Aan de noordkant van de heuvel ligt de kust van de Cantabrische Zee, ten oosten ervan ligt de monding van de rivier de Bidasoa. Aan de voet van de heuvel aan de zuidkant liggen de plaatsen Hondarribia, Irún, Pasaia, Errenteria en Lezo. Deze laatste drie plekken behoren tot het grootstedelijke gebied van San Sebastian.
Alhoewel op zich van bescheiden hoogte, heeft de heuvel door de ligging aan zee een imposante aanblik, en is vanuit het noorden tot ver aan de Franse kust te zien. Het is de op een na hoogste heuvel aan de Cantabrische Zee, na de Vixía de Herbeira in Galicië. Op de top van de Jaizkibel staan meerdere zendmasten. Ook staan er op de bergkam ruïnes van verdedigingstorens uit de Carlistische Oorlogen, en liggen er op de oostelijke helling de resten van het fort Guadalupe, nabij een hermitage en heiligdom met dezelfde naam. Aan de westelijke zijde ligt eveneens een fort, van Lord John Hay.

## Wielrennen
De Jaizkibel wordt elk jaar opgenomen in de Clásica San Sebastián, waarbij de beklimming begint in Lezo. Het hoogste punt van de beklimming bevindt zich op 455 meter. Meestal ontploft de koers op de Jaizkibel, waarna er na de helft van de beklimming een stukje wordt afgedaald. Daarna volgt een minder steil stuk. Als de renners eenmaal op de top zijn, volgt er nog een afdaling met verraderlijke bochten.
Tot en met 2009 zat de Jaizkibel meestal maar één keer in het parcours van de Clásica, maar sinds 2010 is de berg en de aansluitende Alto de Arkale twee keer opgenomen. Tot 2018 was de tweede passage ongeveer veertig kilometer voor de finish. In de in parcours gewijzigde editie van 2019 volgt na de tweede beklimming nog 55 km wedstrijd, met nog een beklimming van de Alto de Murgil op 7 km voor de finish.
De Jaizkibel is ook zes keer onderdeel geweest van de Ronde van Spanje en driemaal van de Ronde van Frankrijk: 
| Ronde                    | Etappe | Start           | Aankomst           | Eerste boven              |
| ------------------------ | ------ | --------------- | ------------------ | ------------------------- |
| Ronde van Spanje 1955    | 2      | San Sebastián   | Bayonne            | Federico Bahamontes       |
| Ronde van Spanje 1957    | 15     | Bayonne         | San Sebastián      | Federico Bahamontes       |
| Ronde van Spanje 1958    | 2      | San Sebastián   | Pamplona           | José Firmino              |
| Ronde van Spanje 1959    | 12     | Pamplona        | San Sebastián      | José Carlos Sousa Cardoso |
| Ronde van Spanje 1960    | 13     | Logroño         | San Sebastián      | Federico Bahamontes       |
| Ronde van Spanje 1963    | 8      | Tolosa          | Pamplona           | Antonio Karmany           |
| Ronde van Frankrijk 1977 | 4      | Vitoria-Gasteiz | Seignosse le Penon | Jean-Pierre Danguillaume  |
| Ronde van Frankrijk 1992 | 1      | San Sebastián   | San Sebastián      | Franco Chioccioli         |
| Ronde van Frankrijk 2023 | 2      | Vitoria-Gasteiz | San Sebastián      | Tadej Pogačar             |

1981 · 1982 · 1983 · 1984 · 1985 · 1986 · 1987 · 1988 · 1989 · 1990 · 1991 · 1992 · 1993 · 1994 · 1995 · 1996 · 1997 · 1998 · 1999 · 2000 · 2001 · 2002 · 2003 · 2004 · 2005 · 2006 · 2007 · 2008 · 2009 · 2010 · 2011 · 2012 · 2013 · 2014 · 2015 · 2016 · 2017 · 2018 · 2019 · 2020 · 2021 · 2022 · 2023 · 2024